# Giovanni Ludovico de Saluzzo
Giovanni Ludovico del Vasto (Saluzzo, 21 de octubre de 1496 – Beaufort, 1563) fue marqués de Saluzzo entre 1528 y 1529.
Era hijo de Ludovico II de Saluzzo y Margarita de Foix.

## Vida
Giovanni Ludovico vio tras la batalla de Pavía que la causa de Francia estaba perdida y se puso del lado de Carlos I de España.  Este cambio de lealtades causó un enorme escándalo en la corte saluzzense, y su madre Margarita ordenó que fuese encarcelado. Tras la muerte de su hermano, el marqués Miguel Antonio, luchando contra los españoles en Aversa el 18 de octubre de 1528, una insurrección popular lo liberó inmediatamente poniéndolo a la cabeza del marquesado.
Sin embargo, Saluzzo seguía estando bajo la influencia de Francia y Francisco I lo depuso a favor de su hermano Francesco Ludovico.  Así que Giovanni Ludovico apenas puedo ejercer el poder, y sus intentos por recuperarlo, apoyado por Carlos I, fueron siempre desmontados por la monarquía francesa.
Llegada la paz entre España y Francia en 1559, renunció a todos sus derechos en favor de Carlos IX de Francia, que le concedió el título de Conde de Beaufort.
| Predecesor: Miguel Antonio | Marques de Saluzzo 1528 - 1529 | Sucesor: Francesco Ludovico |